# Chupalla

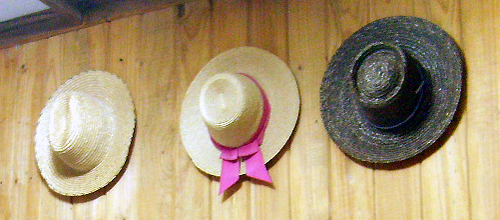
Chupallas de distinto color.

La chupalla es un sombrero hecho de paja que usan los huasos en la zona central de Chile para protegerse del sol y es parte fundamental de su vestimenta. Es rígido, tiene la copa ovalada, vertical, plana y hundida, así como el ala redonda, horizontal, recta y ancha. Sus medidas tradicionales son nueve centímetros para la copa y trece para el ala. Presentan badana y cordel como toquilla y barbiquejo.
El nombre deriva de achupalla, una planta bromeliácea común en ciertas zonas del campo chileno. Con el material de esa planta, los artesanos empezaron a trenzarla. En la actualidad, para su confección son utilizadas variadas fibras vegetales: paja de trigo, de arroz, teatina y otras. Su versión de fieltro fue bautizada como sombrero corralero para ser llevado por el huaso elegante.

## Historia
Derivó del sombrero cordobés de origen andaluz durante la época colonial del Imperio español (1600-1810), cuando los llegados introdujeron en la Zona Central la costumbre de usar sombrero para evitar las quemaduras solares por su piel blanca. Ante el alto costo de los fabricados con piel de castor o lana de vicuña, la respuesta campesina fue crear los sombreros de paja en la década de 1740 —como el bonete maulino— y adoptaron el nombre de chupalla desde la de 1820. Al principio, eran sombreros ordinarios; pero la llegada de los de pita y de jipijapa desde Ecuador durante la segunda mitad del siglo XVIII, impulsó a elaborar también una línea de chupallas finas, proceso iniciado a comienzos del siglo XIX cuando comenzaron a convivir las dos calidades.